# Horse Feathers
Horse Feathers (br: Os Gênios da Pelota ou Gênios da Pelota / pt.: Os Irmãos Marx na Universidade ou Penas de Cavalo) é um filme estadunidense de 1932, do gênero comédia, dirigido por Norman Z. McLeod e estrelado pelos Irmãos Marx. Bert Kalmar e Harry Ruby que ajudaram no roteiro, também escreveram canções originais para o filme. Muitas das gags encenadas foram retiradas de uma peça teatral dos Marx, Fun in Hi Skule 
Eleita pelo American Film Institute como uma das 100 melhores comédias de todos os tempos (65ª posição).
As cenas de futebol americano no clímax do filme, foram consideradas pela ESPN como sendo das maiores da história do cinema a mostrar o esporte: incluem os quatro protagonistas vencendo o jogo levando a bola até a última linha numa carroça de lixo puxada por um cavalo e conduzida por Pink como uma charrete. Uma pintura dos irmãos na "charrete" foi capa da revista Time em 1932.

## Elenco
- Groucho Marx...Professor Quincy Adams Wagstaff
- Harpo Marx...Pinky
- Chico Marx...Baravelli
- Zeppo Marx...Frank Wagstaff
- Thelma Todd...Connie Bailey
- David Landau...Jennings
- Robert Greig...professor de biologia
- Reginald Barlow...professor aposentado
- E. H. Calvert...professor do gabinete de Wagstaff
- Nat Pendleton...jogador da Darwin MacHardie
- James Pierce...jogador da Darwin Mullen
- Theresa Harris...Laura, empregada de Connie
- Walter Brennan...comentarista de futebol (não creditado)
- Ben Taggart...guarda que tenta multar Harpo (não creditado)

## Sinopse
Quincy Adams Wagstaff, o novo presidente de Universidade Huxley (fictícia) aceita a sugestão de seu filho e aluno Frank de investir no futebol universitário e vai até um bar que vende bebida ilegal (e que os frequentadores só podiam entrar dizendo uma senha, o mote da notável sequência do "peixe-espada") onde se encontram jogadores profissionais, para contratar três deles para reforçarem clandestinamente o time. Ele confunde os jogadores com o empregado do bar Baravelli, que fornece gelo e bebida falsificada, e seu sócio, o apanhador de cachorros Pinky. Depois de criarem muita confusão entre os universitários e se envolverem com a "viuva" Connie e o vilão Jennings, Pink e Baravelli vão para o grande jogo ao lado de Frank contra a Universidade Darwin (fictícia), com o apoio e torcida confusos de Wagstaff.

## Números musicais
- "I'm Against It"
- "I Always Get My Man"
- "Everyone Says I Love You"
- "Collegiate" (interpretação de Chico)
- "Bridal Chorus"
- "Wedding March"

A canção principal do filme, "Everyone Says I Love You", de Bert Kalmar e Harry Ruby, é interpretada por todos os quatro irmãos, quase ao mesmo tempo, como uma serenata para Connie Bailey. O título mais tarde foi utilizado por Woody Allen em filme de 1996.

## Outras cenas notáveis
- Uma notável sequência retirada de Fun in Hi Skule consiste nos irmãos perturbando uma aula de anatomia [1] Uma das gags é Wagstaff avisar Pinky de que uma vela não pode ser acesa dos dois lados. O mudo então retira do seu casaco uma vela queimando assim.
- Em outra cena, similar a mostrada no  posterior  A Night at the Opera, os quatro irmãos e os principais vilões se encontram no quarto de Connie Bailey. Grouxo quebra a quarta parede durante o solo de Chico ao piano e entre e sai constantemente abrindo o guarda-chuvas e retirando os sapatos ao entrar no quarto.
- Quando dois homens jogavam cartas e um deles diz "corte as cartas", Pinky tira um machado de seu casaco e corta a mesa ao meio. A gag foi reciclada de uma representada na peça teatral dos irmãos, exibida na Broadway em 1924, chamada I'll Say She Is. Foi repetida por Curly Howard contra Moe Howard no curta-metragem dos Três Patetas Ants in the Pantry de 1936, e por Coelho Pernalonga no desenho Bugs Bunny Rides Again de 1948.